# 樹藝師

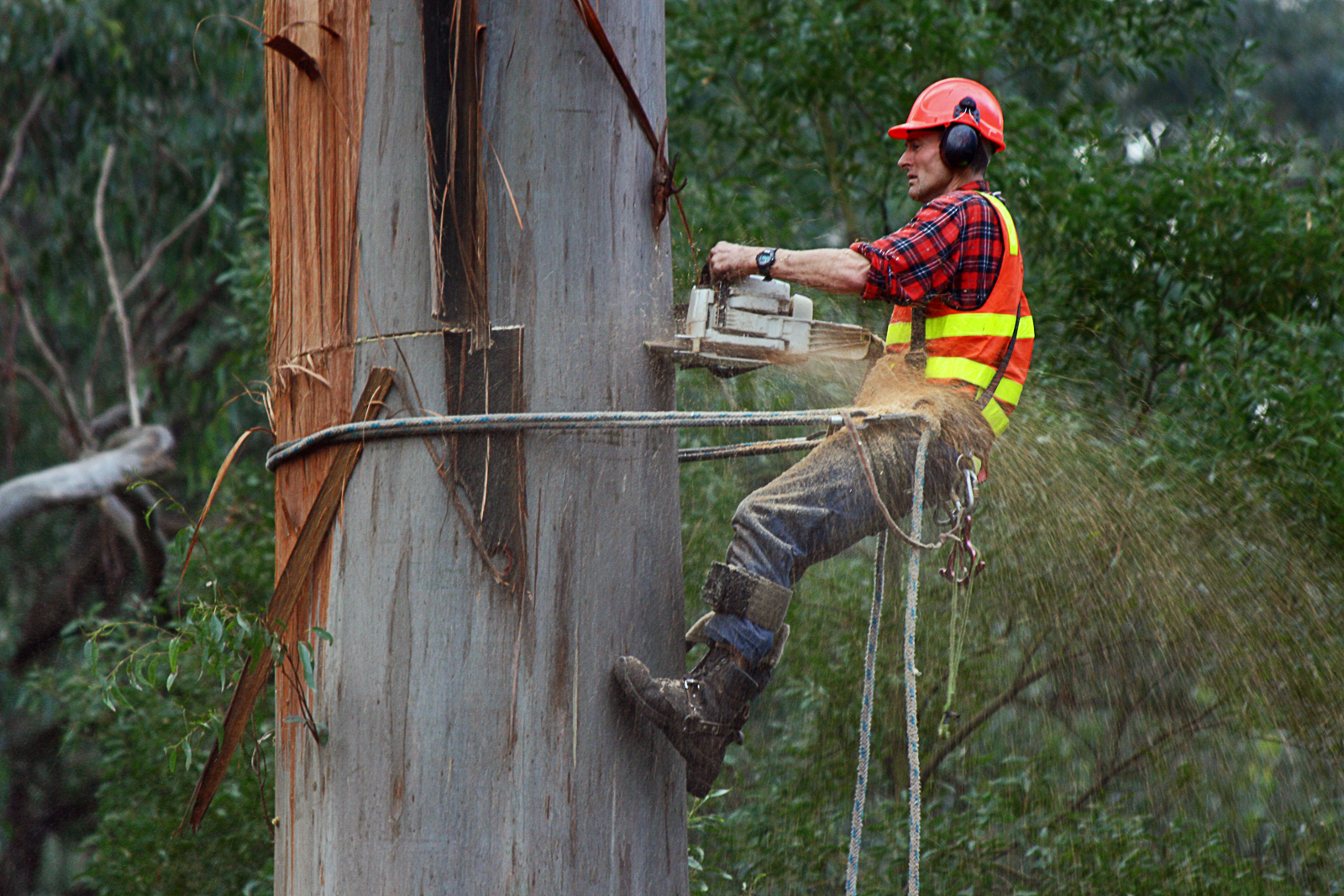
一位樹醫師在公園內使用鏈鋸鋸開一棵桉樹。

樹藝師（英語：Arborist，另稱樹藝家、樹醫師、樹王等）為專門從事樹藝相關工作的從業人員，工作內容為栽植、研究、經營管理單獨一株樹木、灌木、藤本植物或其他多年生木本植物。
樹醫師通常只關注於個別樹木的健康及安全，而非管理一整片森林或是木材採伐（這通常是林產學或是林學的領域），因此樹藝師的工作內容上雖然與林學家或是樵夫有許多共通點，但本質上還是有所不同。

## 延伸連結
- 美國樹醫師諮詢協會 （页面存档备份，存于）
- 美國國際樹醫學會
- 美國樹木養護產業協會 （页面存档备份，存于）